# Chilotheridium pattersoni
Chilotheridium pattersoni és una espècie extinta de mamífer perissodàctil de la família dels rinoceronts (Rhinocerotidae) que visqué a Àfrica durant el Miocè, fa entre 7,2 i 23 milions d'anys. Se n'han trobat restes fòssils a Kenya. Es tracta de l'única espècie del gènere Chilotheridium. Tant els mascles com les femelles presentaven una sola banya frontal petita. El seu nom genèric, Chilotheridium, significa ‘Chilotherium petit’, mentre que el seu nom específic, pattersoni, fou elegit en honor del paleontòleg estatunidenc Bryan Patterson.